# Calomys expulsus
Calomys expulsus is een zoogdier uit de familie van de Cricetidae. De wetenschappelijke naam van de soort werd voor het eerst geldig gepubliceerd door Lund in 1841.

## Voorkomen
De soort komt voor in Brazilië.